# Scheloribates simplex
Scheloribates simplex är en kvalsterart som först beskrevs av Paul Gervais 1849.  Scheloribates simplex ingår i släktet Scheloribates och familjen Scheloribatidae. Inga underarter finns listade i Catalogue of Life.